# Тарасов, Фёдор Иванович
Фёдор Ива́нович Тара́сов (31 января 1907 — 1988) — советский учёный радиотехник, изобретатель, журналист, редактор, член редколлегии журнала «Радио», один из основателей и активных авторов Массовой радиобиблиотеки.

## Биография

### Происхождение
Родился в деревне Семенково Можайского района Московской губернии в семье Ивана Ивановича Тарасова (1880—1952) и Надежды Степановны Тарасовой (до замужества Кузнецовой) (1881—1957). Имел девять братьев и сестёр.
Отец его, Иван Иванович, родом из той же деревни, в 12 лет был отдан «в мальчики» хозяину иконописной мастерской в городе Верея. Пять лет спустя Иван Тарасов уже сам писал пейзажи и натюрморты и развозил их по губернским городам, устраивая выставки-продажи. Сколотив на этом неплохой капитал, он перебрался в Москву, где развил бурную деятельность как эксперт, реставратор, оценщик и перекупщик картин. За десять лет Иван Иванович сумел приумножить капитал до трёх миллионов золотых рублей, не считая приобретённых в эти и последующие годы этюдов и картин знаменитых художников, общей стоимостью более двух с половиной миллионов рублей золотом.
Мать, Надежда Степановна, родом из семьи состоятельного управляющего имением мехового короля Гуськова, вышла замуж за И. И. Тарасова в 1898 году, но в течение десяти лет продолжала жить у свёкра в деревне Семенково, куда периодически приезжал муж. Лишь в 1912 году он выписал жену в Москву с несколькими детьми, в их числе был и Фёдор. Сыновья Николай и Василий поступили в Строгановское училище, Фёдор Иванович — в Медведевскую гимназию.
Иван Иванович Тарасов был крупным коллекционером и собирателем русского искусства, в его коллекции были работы Шишкина, Серова, Левитана, Коровина, Врубеля, Поленова, Куинджи, Головина и других художников. В 1929 году коллекция была конфискована государством. Многие картины из собрания оказались в Третьяковской галерее. Но, как выяснилось в 1952 году, реквизировано было не всё, после смерти Ивана Ивановича кое-что из сохранившегося досталось его детям.

### До войны

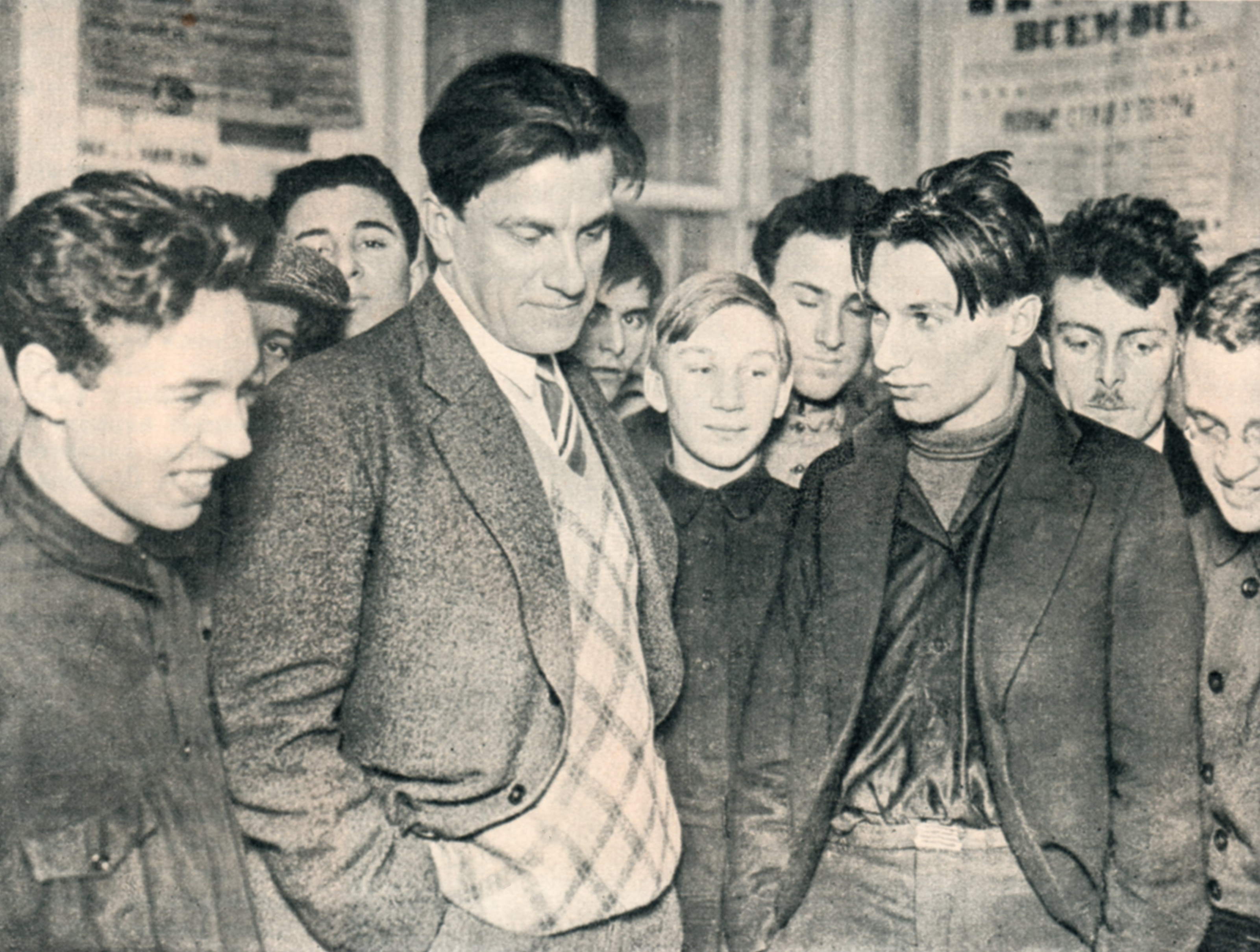
Владимир Маяковский и Федор Тарасов, 1930

Фёдор Иванович Тарасов учился в Медведниковской гимназии с Ростиславом Пляттом и уже в те годы стал радиолюбителем. После окончания гимназии 1924 году он поступил в Высший литературно-художественный институт, но проучился там лишь год — после классического гимназического образования уровень преподавания в институте его не устраивал. В это время увидела свет его первая брошюра по радиоэлектронике и он поступил на работу электротехником в «Мастерские МОНО (Московского отдела народного образования Моссовета)». Он много и активно экспериментирует, внедряет новые технологии, участвует в выставках. К этому времени относится его встреча с Владимиром Маяковским и известная фотография. В 1927 году «выдержал экспертизу на радиотехника» и с 1930 года он — работник Московской дирекции телефонной сети, вначале как радиотехник, а с 1932 года — начальник Лаборатории радиофикации. В эти годы он занимается радиофикацией московских театров — МХАТ, Театра имени Вахтангова и т. п., Кремля, отвечает за радиофикацию Москвы во время различных торжественных мероприятий и праздников.
В 1935 году по сфальсифицированному доносу Фёдор Иванович был арестован, судим Особым совещанием при НКВД СССР от 02.10.1935 года, осуждён по статье 58-10 УК РСФСР и приговорён «к заключению в ИТЛ сроком на 3 года». Первое время в заключении он работал на лесоповале, затем, учитывая его специальность и квалификацию — радиотехником. Он отбыл наказание 27 октября 1937 года и так как не имел права поселиться ближе чем в 100 км от Москвы, обосновался в Егорьевске, где работал радиотехником.

### Война и реабилитация
В 1941 году Фёдор Иванович Тарасов был призван в войска ПВО Москвы.

## Награды
- Орден Красной Звезды
- Медаль «За оборону Москвы»
- Медаль «За победу над Германией в Великой Отечественной войне 1941-1945 гг.»
- Медаль «За доблестный труд в Великой Отечественной войне 1941—1945 гг.»
- Медаль «В память 800-летия Москвы»
- Медаль «За трудовую доблесть»
- Медаль «За трудовое отличие»
- Медаль «Двадцать лет победы в Великой Отечественной войне 1941—1945 гг.»
- Медаль «За доблестный труд. В ознаменование 100-летия со дня рождения Владимира Ильича Ленина»
- Золотая медаль ВДНХ, Серебряная медаль ВДНХ, Бронзовая медаль ВДНХ
- Заслуженный деятель науки и техники РСФСР — почётное звание
- Почётный радист СССР — нагрудный знак
- Отличник печати СССР — нагрудный знак
- Почётные грамоты Министерства связи СССР, Министерства связи РСФСР, Госэнергоиздата (Издательства «Энергия») и т. д.

### Книги
- Тарасов Ф. Одноламповый батарейный приемник. — М.: Госэнергоиздат, 1949. — (Массовая радиобиблиотека).
- Тарасов Ф. Как построить выпрямитель. — М.: Госэнергоиздат, 1949. — (Массовая радиобиблиотека).

- Тарасов Ф. Практика радиомонтажа. — М.: Госэнергоиздат, 1949. — (Массовая радиобиблиотека).
- Тарасов Ф. Детекторные приемники и усилители к ним. — М.: Госэнергоиздат, 1950. — (Массовая радиобиблиотека).
- Тарасов Ф. Простые батарейные радиоприемники. — М.: Госэнергоиздат, 1952. — (Массовая радиобиблиотека).
- Тарасов Ф. Простые батарейные радиоприемники. — 2. — М.: Госэнергоиздат, 1956. — (Массовая радиобиблиотека).
- Тарасов Ф. Схемы радиолюбительских усилителей низкой частоты. — М.: Госэнергоиздат, 1956. — (Массовая радиобиблиотека).
- Тарасов Ф. Частотопреобразовательные лампы. — М.: Госэнергоиздат, 1962. — (Массовая радиобиблиотека).
- Тарасов Ф. Выходные лампы. — М.: Госэнергоиздат, 1963. — (Массовая радиобиблиотека).
- Тарасов Ф. Кенотроны: Справочник. — М.: Госэнергоиздат, 1964. — (Массовая радиобиблиотека).
- Тарасов Ф. Кинескопы: Справочник. — М.: Госэнергоиздат, 1964. — (Массовая радиобиблиотека).
- Тарасов Ф. Пентоды: Справочник. — М.: Госэнергоиздат, 1964. — (Массовая радиобиблиотека).
- Тарасов Ф. Триоды: Справочник. — М.: Госэнергоиздат, 1965. — (Массовая радиобиблиотека).

В соавторстве:
- Гинзбург З. Б., Тарасов Ф. И. Практические работы радиолюбителя. — М.: Госэнергоиздат, 1949. — (Массовая радиобиблиотека).
- Ф. И. Тарасов, З. Б. Гинзбург. Книга начинающего радиолюбителя. — М.: Госэнергоиздат, 1949. — (Массовая радиобиблиотека).
- Гинзбург З. Б., Тарасов Ф. И. Самодельные детали для сельского радиоприемника. — М.: Московский рабочий, 1950. — (Массовая радиобиблиотека).
- А.В. Астафьев, З.Б. Гинзбург, Б.Б. Гурфинкель, В.Н. Догадин, М.С. Жук, В.Г. Корольков, А.А. Куликовский, Ф.А. Лбов, Е.А. Левитин, В.Н. Логинов, Р.М. Малинин, В.В. Михайлов, Г.И. Рабчинская, И.И. Стрижевский, Ф.И. Тарасов. Справочная книжка радиолюбителя. — М.: Госэнергоиздат, 1951. — (Массовая радиобиблиотека).
- А.А. Куликовский, Е.А. Левитин, Ф.И. Тарасов, П.О. Чечик. Справочник радиолюбителя. — М.: Госэнергоиздат, 1955. — (Массовая радиобиблиотека).
- Бурлянд В. А., Ганзбург М. Д., Ельяшкевич С. А., Загик С. Е., Корольков В. Г., Куликовский А. А., Левитин Е. А., Сутягин В. Я., Тарасов Ф. И., Чечик П. О. Справочник радиолюбителя. — 2. — М.: Госэнергоиздат, 1958. — (Массовая радиобиблиотека).
- Бройде А. М., Тарасов Ф. И. Справочник по электровакуумным и полупроводниковым приборам. — 3. — М.: Госэнергоиздат, 1960. — (Массовая радиобиблиотека).
- Бурлянд В. А., Ганзбург М. Д., Ельяшкевич С. А., Загик С. Е., Корольков В. Г., Куликовский А. А., Левитин Е. А., Сутягин В. Я., Тарасов Ф. И., Чечик П. О. Справочник радиолюбителя. — 3. — М.: Госэнергоиздат, 1961. — (Массовая радиобиблиотека).

### Статьи
- Тарасов Ф. В мастерской радиолюбителя. Что можно делать дрелью // Радио. — 1947. — № 1. — С. 58—61.
- Тарасов Ф. Любительский ЧМ приемник // Радио. — 1947. — № 11. — С. 59—63.
- Тарасов Ф. (совм. с З. Гинзбургом). В помощь радиолюбителю конструктору. Выбор деталей // Радио. — 1949. — № 10. — С. 60—62.
- Тарасов Ф. Одноламповый на постоянном токе // Радио. — 1950. — № 3. — С. 53—57, 60.